# Mia dolce assassina
Mia dolce assassina (Mortelle randonnée) è un film francese del 1983, diretto da Claude Miller, tratto dal romanzo di Marc Behm L'Occhio che guarda (Eye of the Beholder, 1981).
Il film ha ottenuto cinque candidature ai Premi César 1984.
Nel 1999 lo stesso romanzo è stato adattato da Stephan Elliott nel film The Eye - Lo sguardo.

## Trama
Beauvoir, soprannominato l'"occhio" dai malavitosi, lavora nella piccola agenzia investigativa di madame Schmitt-Boulanger. Anni prima era sposato e con una figlia ma l'unico ricordo che ha della bimba è una sua foto da scolara. Nel suo lavoro incrocia Catherine Leiris, una ragazza instabile che uccide e deruba uomini facoltosi. Invece di denunciarla l'uomo inizia a proteggerla e la segue nel suo percorso di viaggio tra le città del turismo e del lusso.

## Critica
Per il Dizionario Mereghetti, si tratta di «uno dei film più riusciti di Miller: un noir imprevedibile e sempre più teso man mano che ci si avvicina alla fine, che mescola grottesco e romanticismo esasperato». 
Per il Dizionario Morandini, il film è una «inquietante detective story metafisica, dominata da un crescendo drammatico di infallibile suggestione».

## Riconoscimenti
- 1989 - Premio César
  - Miglior manifesto